# Comunità montana Montagna Fiorentina
La Comunità montana Montagna Fiorentina era un comprensorio comprendente parte della vallata del fiume Sieve e parte del Valdarno superiore a est di Firenze.

## Geografia fisica
La Comunità Montana Montagna Fiorentina, alla sua nascita, copriva una superficie di 556,47 km² con circa 56 000 abitanti e una densità di circa 100 abitanti per chilometro quadrato.

Si estendeva tra la valle della Sieve a sud e nel Valdarno Superiore. Il panorama passava da quello naturale di Vallombrosa, a quello agricolo dei filari di uva e degli uliveti a quello più antropico con architetture religiose, civili e militari. A fine 2008 l'uscita di Dicomano ne ha ridimensionato l'estensione.

## Storia
La nascita della Comunità montana della Montagna Fiorentina risale al novembre 1999 in contemporanea alla Comunità montana Mugello. La nascita è dovuta alla contemporanea soppressione della Comunità Montana Mugello-Alto Mugello-Val di Sieve i cui comuni sono confluiti nelle due comunità citate. 

Il richiamo, nel nome, alla vicina Firenze, se da un lato ricordava la locazione territoriale dell'area, dall'altra rivelava uno degli obiettivi dichiarati dell'associazione ovvero quello di rafforzare i rapporti con il vicino capoluogo toscano.
Dicomano, presente fin dalla nascita della comunità, a fine 2008 decide di aderire alla Comunità montana Mugello.
Con decreto del Presidente della Giunta Regionale Toscana la Comunità Montana "Montagna Fiorentina" ha cessato la sua attività in data 30 novembre 2010: dal 1º dicembre 2010 gli subentra il nuovo ente Unione di comuni Valdarno e Valdisieve con la stessa composizione amministrativa.

## Monumenti e luoghi d'interesse

### Aree naturali
- Vallombrosa
- Parco nazionale delle Foreste Casentinesi, Monte Falterona e Campigna
- Foresta di San Antonio
- Consuma
- Monte Giovi
- Monte Falterona
- Monte Falco

## Elenco dei comuni
- Londa
- Pelago
- Pontassieve
- Reggello
- Rufina
- San Godenzo

Il comune di Dicomano a settembre 2008 ha chiesto alla Regione Toscana di uscire dalla comunità Montagna Fiorentina per aderire alla Comunità montana Mugello.